# Мрія в межах досяжності
«Мрія в межах досяжності» (тагал. Abot-Kamay na Pangarap) — філіппінський телесеріал 2022 року виробництва телекомпанії GMA Network. У головних ролях Карміна Вільярроель та Джилліан Ворд.

## Сюжет
Серіал розповідає історію життя неписьменної матері, на ім'я Лінет та її розумної доньки Аналін, наймолодшого нейрохірурга на Філіппінах.

## У ролях
- Карміна Вільярроель — Лінет Сантос
- Джилліан Ворд — Аналін Сантос